# Британский израилизм

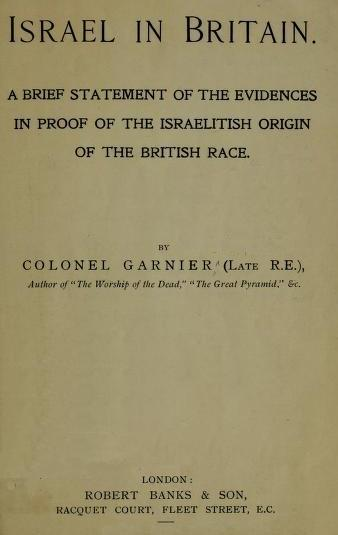
«Израиль в Британии», книга 1890 года, пропагандирующая британский израилизм. Согласно книге, Десять потерянных колен Израиля нашли путь в Западную Европу и Британию, став предками британцев, англичан и родственных им народов

Британский израилизм, англо-израилизм (англ. British Israelism, Anglo-Israelism) — британская националистическая, псевдоисторическая, псевдоархеологическая и псевдорелигиозная концепция, согласно которой народ Великобритании, англосаксы является «генетически, расово и лингвистически прямыми потомками» Десяти потерянных колен древнего Израиля. Является филосемитской идеологией.
Концепция восходит к идеям XVI века; была вдохновлена несколькими английскими произведениями XIX века, включая книгу «Наше израильское происхождение» Джона Уилсона 1840 года. Ранней работой, продвигавшей идеи британского израилизма, была книга «Потерянный Израиль, найденный в англосаксонской расе» (англ. Lost Israel Found In the Anglo-Saxon Race) Э. П. Ингерсолла, опубликованная в 1886 году. За ней последовали работы Говарда Рэнда 1920-х годов. Британский израилизм имел несколько сторонников-евреев, а также получал поддержку со стороны раввинов на протяжении XIX века. В британской политике он поддерживал Бенджамина Дизраэли, который имел предков-сефардов.
Учение имело небольшое количество последователей, некоторые из которых переехали в Бруклин, Нью-Йорк, в конце XIX века. Начиная с 1870-х годов, многочисленные независимые организации британского израилизма были созданы по всей Британской империи, а также в Соединённых Штатах. В XXI веке некоторые из этих организаций продолжают существовать (British-Israel-World Federation, Canadian British-Israel Association).
Основные положения британского израилизма были опровергнуты археологическими, этнологическими, генетическими и лингвистическими исследованиями.
Британский израилизм в сочетании с идеей «мирового еврейского заговора» составляли представления Уильяма Кэмерона, начавшего свою карьеру в качестве писателя для еженедельной газеты Генри Форда Dearborn Independent и публиковавшего еженедельную серию антисемитских статей, позднее собранных в четырёхтомный труд под названием «Международное еврейство» (1920—1922). Кэмерон использовал за основную идею британского израилизма и на её основе сделал вывод, что представители «англосаксонской расы» были истинным избранным народом Божьим. Он пришёл к заключению, что люди, называвшие себя евреями и утверждавшие, что они избранный народ, являются самозванцами и мошенниками.
В 1920-х — 1930-х годах в Соединённых Штатах возникло ответвление британского израилизма, получившее название «христианской идентичности». В то время как первые британские израилиты, включая Эдварда Хайна и Джона Уилсона, были филосемитами, «идентичное христианство» отличается антисемитской теологией, пропагандируя идею, что евреи являются потомками сатаны или идумеев — хазар (хазарский миф). «Переходной» фигурой от британского израилизма к «идентичному христианству» (не его фактическим основателем) считается Говард Рэнд. Он вырос как британский израилит, его отец познакомил его в раннем возрасте с работой Джона Аллена «Скипетр Иуды и первородство Иосифа» (1902). Примерно в 1924 году Рэнд начал утверждать, что евреи произошли от Исава или хананеев, а не от колена Иуды. Он никогда не заходил так далеко, чтобы защищать доктрину «змеиного семени», согласно которой современные евреи являются потомками сатаны; он лишь утверждал, что они не прямые потомки Иуды.
В то время как многие ключевые аспекты «идентичного христианства», такие как доктрина «змеиного семени», существовали в рамках британского израилизма ещё в 1880-х годах, собственно «идентичное христианство» выделилось в качестве отдельного движения в 1940-е годы, в первую очередь в связи с вопросами расизма и антисемитизма, а не христианского богословия.
Уильям Пелли, основатель клерикального фашистского движения «Серебряные рубашки», в начале 1930-х годов находился под влиянием британского израилизма.
Отчасти на британский израилизм и идентичное христианство опирался Уильям Пирс, основатель неонацистской организации «Национальный альянс», идеи которого стимулировали неонацистский терроризм. В 1978 году он создал «Космотеистическую общинную церковь».